# Molleville
Molleville é uma comuna francesa na região administrativa de Occitânia, no departamento de Aude. Estende-se por uma área de 3,59 km². Em 2010 a comuna tinha 141 habitantes (densidade: 39,3 hab./km²).